# Furacão Ginny
O Furacão Ginny foi o ciclone tropical mais forte registado a atingir o Canadá, bem como o último furacão em um ano civil a afetar o estado americano de Maine. A oitava tempestade tropical, bem como o sétimo e último furacão da temporada de furacões no oceano Atlântico de 1963, Ginny desenvolveu-se em 16 de outubro sobre as Bahamas, embora não fosse inicialmente um ciclone totalmente tropical. À medida que se movia para o norte e, mais tarde, para noroeste, Ginny se intensificou para o status de furacão à medida que se tornava mais tropical. Por oito dias, foi localizado dentro de 400 km (250 mi) da costa dos Estados Unidos. Depois de se aproximar da Carolina do Norte, Ginny deu uma volta para o sudoeste e se aproximou dentro de 80 km (50 mi) da costa da Flórida. Virou-se para o norte, para o leste e depois para o nordeste, fortalecendo-se no final de sua duração para ventos de pico de 180 km/h (110 mph). Ginny se tornou um ciclone extratropical logo após atingir a Nova Escócia em seu pico de intensidade em 29 de outubro.
Embora tenha permanecido próximo à costa dos Estados Unidos, seu impacto foi mínimo. A erosão costeira e pouca chuva foram relatadas ao longo de grande parte da costa, embora a precipitação tenha sido benéfica para acabar com as secas na Carolina do Sul e na Nova Inglaterra. As ondas fortes destruíram uma casa na Carolina do Norte. Os danos foram maiores na Nova Inglaterra, onde vários edifícios foram danificados e milhares ficaram sem energia. A passagem de Ginny resultou em uma tempestade de neve no leste da Nova Inglaterra, particularmente no norte do Maine, onde matou duas pessoas. No Canadá Atlântico, a tempestade extratropical produziu ventos fortes e ondas, causando danos aos barcos e resultando em cortes de energia.

## História meteorológica
As origens do furacão Ginny vieram de um vale que se estendeu das Bahamas às Bermudas em meados de outubro. Em 16 de outubro, uma depressão formada perto das Ilhas Turcas e Caicos após uma onda tropical interagir com o vale, embora inicialmente não fosse de natureza tropical devido à presença generalizada de ar frio. O sistema inicialmente moveu-se geralmente para o norte, atingindo ventos fortes em 19 de outubro quando virou para noroeste.  Por vários dias, Ginny manteve uma estrutura do tipo híbrido, e embora tenha atingido ventos de 121 km/h (75 mph) em 20 de outubro, não foi um furacão de verdade. Aproximou-se da costa da Carolina do Norte, passando por 217 km (135 mi) a sudeste de Cabo Lookout antes de virar abruptamente para o nordeste. Ele executou um pequeno loop e começou um movimento constante para o sudeste enquanto estava localizado sobre a Corrente do Golfo. Este movimento foi devido a uma grande crista localizada sobre a Nova Inglaterra. Em 21 de outubro, o furacão tornou-se mais bem organizado e iniciou a transição para um ciclone tropical. No início de 22 de outubro, os caçadores de furacões indicaram que Ginny completou a transição para um ciclone totalmente tropical, observando um olho de 32 km (20 mi) de diâmetro.
Em 23 de outubro, Ginny enfraqueceu brevemente para o status de tempestade tropical enquanto se movia em direção à Flórida, embora dentro de 10 horas ele recuperou a intensidade do furacão. Seu movimento para o sudoeste era incomum, mas não único, e lembrava a pista do Furacão Yankee de 1935 e do furacão Able em 1951. Em 24 de outubro, ele virou bruscamente para o nordeste da costa nordeste da Flórida,  chegando a 80 km (50 mi) de Daytona Beach. O furacão continuou paralelamente à costa do sudeste dos Estados Unidos, afastando-se da Geórgia e da Carolina do Sul para nordeste. Em 26 de outubro, Ginny virou-se para o leste longe dos Estados Unidos,  tendo sido localizado dentro de 400 km (250 mi) da costa do país por oito dias consecutivos. No dia seguinte, o furacão começou a se mover para nordeste, acelerando antes de uma depressão que se aproximava. Ele se intensificou gradualmente, atingindo ventos de pico de 180 km/h (110 mph) em 29 de outubro. Mais tarde naquele dia, Ginny atingiu a costa perto de Yarmouth, Nova Scotia, em seu pico de força, tornando-se o ciclone tropical mais forte que já atingiu o Atlântico Canadá. Ginny se tornou extratropical logo em seguida, e seus remanescentes se dissiparam em 30 de outubro no Golfo de São Lourenço. 

## Impacto

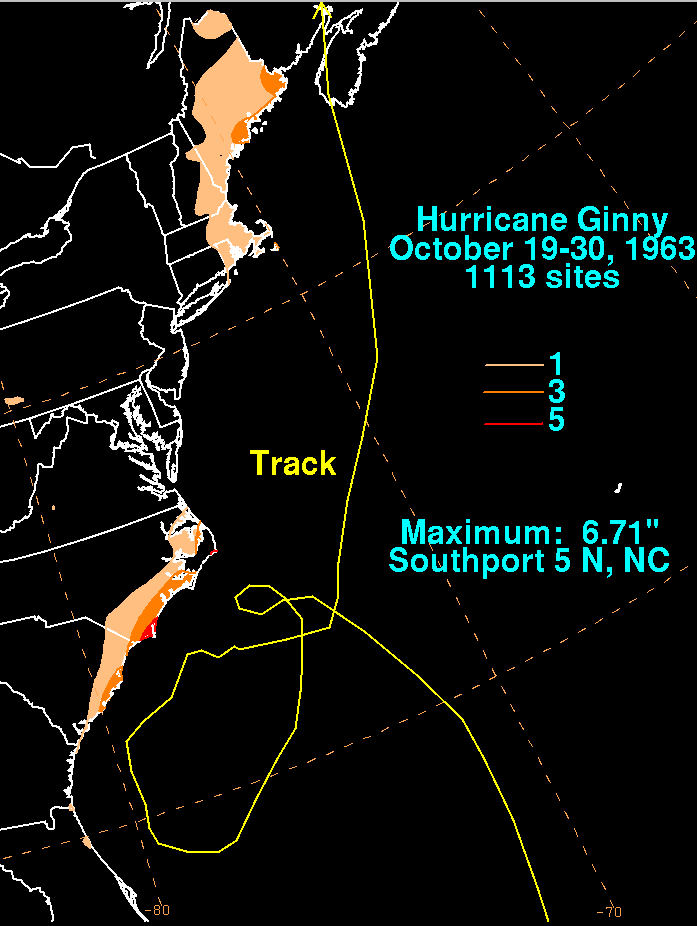
Precipitação de Ginny nos Estados Unidos

No início de sua duração, o precursor de Ginny deixou cair grandes quantidades de chuva. Monción, na República Dominicana, informou 173 mm (6.83 in), e Green Turtle Cay nas Bahamas relataram 107 mm (4.20 in). 
Apesar da proximidade de Ginny com os Estados Unidos por mais de uma semana, um alerta de furacão foi emitido apenas de Charleston, Carolina do Sul, e Cape Fear, Carolina do Norte, bem como do Cabo Hatteras. Isso representou cerca de um sexto de toda a costa que foi ameaçada pela tempestade. Em Jacksonville, Flórida, Ginny produziu ventos de 40 mph (64 km/h). A precipitação no estado atingiu o pico de 34 mm (1.32 in) em Santo Agostinho. As marés em Daytona Beach foram 3 ft (0.91 m) acima do normal, o que causou erosão da praia e pequenos danos materiais. Mais ao norte, danos menores e erosão da praia também foram relatados na Geórgia. Ao longo da costa da Carolina do Sul, Ginny reduziu chuvas benéficas, que aliviaram as piores condições de seca já registadas no estado. A precipitação atingiu um pico de 129 mm (5.06 in) na Ilha de Pines.
O furacão atingiu a Carolina do Norte duas vezes. Durante a segunda vez, os residentes em áreas baixas e ao longo da costa foram evacuados. Ao passar pela área, Ginny produziu ventos sustentados que foram estimados em 70 mph (110 km/h) em Cape Fear, com rajadas de até 160 km/h (100 mph). Esses foram os ventos mais fortes relacionados ao furacão, embora possam ter sido superestimados. Além disso, as chuvas mais fortes relacionadas à tempestade ocorreram perto de Southport, onde 170 mm (6.71 in) de precipitação caiu. As marés ao longo da costa foram 4 ft (1.2 m) acima do normal, que causou pequenas inundações e destruiu uma casa em Carolina Beach. Na Virgínia, o furacão causou pequenas inundações e erosão mínima da praia. Durante a primeira abordagem de Ginny pela região, ele produziu ventos fortes ao longo da costa da Virgínia, embora não o tenha feito durante sua segunda abordagem.
Mais tarde, um alerta de vendaval foi emitido para a Nova Inglaterra devido à ameaça de Ginny, assim como um alerta de furacão em Long Island e no sul da Nova Inglaterra. Em toda a região, os ventos mais fortes em terra foram 65 mph (105 km/h) ao longo de Nantucket, onde uma rajada de 76 mph (122 km/h) também foi relatado. No entanto, um barco ao largo da costa de Portland, Maine, relatou 40 ft (12 m) mares e ventos de pelo menos 105 mph (169 km/h). Na cidade de Nova York, a periferia da tempestade caiu 2.5 mm (0.10 in) de precipitação e as marés foram 0.30 m (1 ft) acima do normal. A precipitação no leste da Nova Inglaterra ultrapassou 25 mm (1 in), pico em 100 mm (3.92 in) em Machias, Maine.  A chuva foi benéfica em toda a região, encerrando uma seca de 28 dias. Ao longo de Cape Cod e no Maine, os ventos fortes da tempestade derrubaram várias árvores, algumas das quais caíram nas linhas de energia. Cerca de 1.000 casas em Chatham, Massachusetts, perderam a energia. Em Nantucket, ondas altas causaram erosão adicional em uma área afetada pelo furacão Esther dois anos antes. Os danos foram maiores no Maine, onde muitos barcos foram danificados ou quebraram de suas amarras. Uma pessoa morreu de ataque cardíaco ao tentar resgatar seu barco. Vários pequenos prédios no estado foram destruídos e a agência dos correios em Calais, Maine, perdeu seu telhado. Ginny foi o último furacão registado a afetar o Maine. Durante sua passagem, Ginny trouxe um influxo de ar frio sobre a Nova Inglaterra que produziu a primeira nevasca da temporada em Massachusetts, Maine e New Hampshire. Na maioria dos locais, a neve derreteu rapidamente, embora os totais mais elevados tenham ocorrido no norte do Maine, sendo o mais alto 1.2 m (4 ft) no Monte Katahdin. A neve matou um alpinista e um guarda florestal. Os danos causados por Ginny nos Estados Unidos foram estimados em US $ 400.000.
À medida que os remanescentes de Ginny se moviam pelo Atlântico Canadá, eles produziram fortes chuvas, com pico de 11,500 mm (453 in) no sul de Novo Brunswick. Os ventos atingiram o pico em 159 km/h (99 mph) em Greenwood, Nova Scotia. Os ventos derrubaram árvores na área de Halifax, e houve relatos de quedas de energia em Antigonish. As ondas altas quebraram os barcos de suas amarras, fazendo-os chegar à costa ou flutuar no mar. O serviço de balsa em toda a região foi cancelado. Na vizinha New Brunswick, a tempestade causou interrupções nos serviços telefônicos e elétricos. Vários feridos foram relatados, embora não tenha havido mortes. Toda a Ilha do Príncipe Eduardo também ficou sem energia.